# Линдси, Александр, 6-й граф Бэлкеррес
Александр Линдси, 6-й граф Бэлкеррес (англ. Alexander Lindsay, 6th Earl of Balcarres; 18 января 1752 — 27 марта 1825) — британский дворянин и военный, Граф Балкаррес, участник Саратогской кампании войны за независимость США, попал к плен после капитуляции армии Бергойна под Саратогой и впоследствии был освобождён. С 1795 по 1801 год служил губернатором Ямайки. С 1780 по 1782 год Линдси был Великим мастером Великой ложи Шотландии.

## Ранние годы
Александр Линдси происходил из знатного шотландского рода Линдси. Родился 18 января 1752 года. Старший сын Джеймса Линдси, 5-го графа Балкарреса (1691—1768), и Энн Дэлримпл (1727—1820).
Уже в возрасте 15-ти лет он вступил в 53-й пехотный полк в звании энсина. Позже он окончил Итонский колледж и два года проучился в Гёттингентском университете.
20 февраля 1768 года умер его отец, и Александр унаследовал титулы 6-го графа Балкерреса, 7-го лорда Линдси из Балкарреса и 6-го лорда Линдси и Балниела.
В 1771 году он купил звание капитана 42-го пехотного полка. В рядах этого полка он принял участие в Войне за независимость США, а в 1775 году стал майором 53-го пехотного полка. Весной 1777 года полк Бэлкарреса был включён в состав армии Джона Бергойна, которая собиралась наступать из Монреаля на Олбани. Линдси возглавил батальон лёгкой пехоты в корпусе Саймона Фрезера.
Когда в июле 1777 года пал форт Тикондерога, Фрезер использовал батальон Линдси вместе с гренадёрами Окланда и двумя ротами 24-го пехотного полка для преследования отступающей армии Артура Сент-Клэра. Им удалось нагнать американцев у Хаббардтона, и в сражении при Хаббардтоне батальон Линдси действовал на левом фланге отряда. В ходе боя британцам удалось выбить противника с высоты Монумент-Хилл, но американцы бросились в контратаку и отбили высоту. В это время на помощь Фрезеру подошёл брауншвейгский отряд Ридзеля, и при его поддержке Фрезер приказал Линдси штыковой атакой отбить высоту обратно. Эта атака заставила американцев бросить поле боя и в беспорядке отступить. Линдси был ранен в этом сражении.
После сражения при Фриманс-Фарм (оно же Первое сражение при Саратоге) 19 сентября 1777 года, в ходе которого батальон Бэлкарреса стоял на правом фланге армии, британская армия перешла к обороне и возвела несколько укреплений. Два из них находились на правом фланге армии: Линдси со своим батальоном занимал редут, получивший название «редут лёгкой пехоты», хотя его иногда ошибочно называют редутом графа Бэлкерреса. Утром 7 октября британский отряд вышел из этого редута и начал марш в направлении фланга противника, что привело ко Второму сражению при Саратоге. Когда американцы обошли фланги отряда и Бергойн скомандовал отступление, генерал Фрезер велел 24-му пехотному полку прикрывать отход, но получил смертельное ранение. Александр Линдси принял командование арьергардом и отвёл его в легкопехотный редут. Американцы сразу атаковали его редут, но были отбиты с большими потерями.

## Послевоенные годы

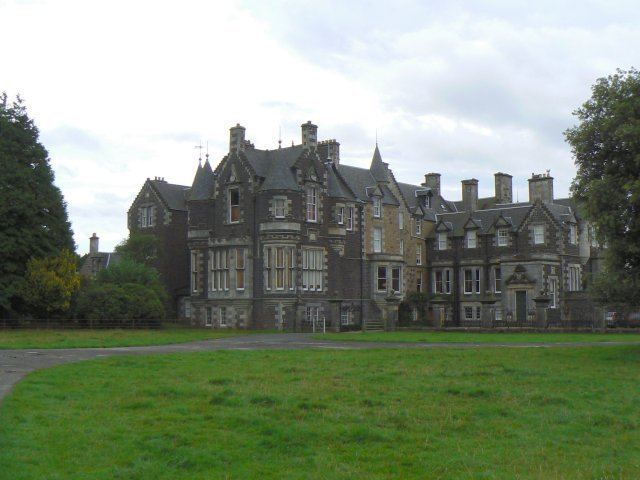
Бэлкеррес-Хаус, усадьба графов Бэлкеррес.

В 1779 году Александр Линдси был освобождён из плена по обмену и вернулся в Англию. 1 июня 1780 года он обвенчался со своей двоюродной сестрой Элизабет Далримпл (25 декабря 1727 — 20 ноября 1820), дочерью Чарльза Далримпла и Элизабет Эдвин, в церкви Сент-Мэрилебон в Лондоне. У супругов было пятеро детей:
- Леди Элизабет Кейт Линдси (9 сентября 1781—1825), муж с 1815 года Ричард Эденсор Хиткот (1780—1850). Вторая прабабушка сэра Освальда Эрнальда Мосли, 6-го баронета
- Джеймс Линдси, 24-й граф Кроуфорд (23 апреля 1783 — 15 декабря 1869), старший сын и преемник отца.
- Достопочтенный Эдвин Линдси
- Достопочтенный Чарльз Роберт Линдси (20 августа 1784 — 4 июля 1835), женат с 1814 года на Элизабет Томпсон (? — 1835)
- Леди Энн Линдси (19 апреля 1787 — 14 января 1846), муж с 1811 года Роберт Уордлоу-Рамсей (? — 1837), двое детей.

С 1784 по 1796 год Александр Линдси был пэром-представителем от Шотландии в британской Палате Лордов.
В 1791 году Линдси продал своему брату Роберту фамильное владение Бэлкеррес-Хаус в графстве Файф.

### Статьи
- Kup A. P. Alexander Lindsay 6th Earl of Balcarres Lieutenant Governor of Jamaica 1794-1801 (англ.) // Bulletin of the John Rylands Library. — 1975. — Vol. 57. — P. 327—365.